# NorthStar Horizon
El NorthStar Horizon fue una computadora de 8 bits introducida en 1979, basada en el microprocesador ZiLOG Z80A. Fue producido por North Star Computers.
Capaz de ejecutar CP/M y NSDOS (el sistema operativo propietario de NorthStar), en una configuración estándar soportaba una o dos unidades de disquete, así como  fue uno de los primeros equipos con capacidad de incluir una unidad de disco duro. Incluía  un puerto serie en la cual se podía conectar un terminal para interactuar con él.
El NSDOS incluía el NorthStar BASIC, una versión de BASIC no estándar, donde algunos comandos estándar del BASIC habían sido cambiados, probablemente para evitar potenciales cuestiones legales. Dos ejemplos de esto fueron los comandos "FILL" y "EXAM", que tomaron el lugar de las más tradicionales sentencias "POKE" y "PEEK".
Reemplazado por el NorthStar Advantage en 1983, el NorthStar Horizon encontró un nicho en los ambientes universitarios donde su bus S-100 incorporado se podía usar para conectarlo a una gran variedad de sistemas de control.